# 下呂市立宮田小学校
下呂市立宮田小学校（げろしりつ みやだしょうがっこう）は岐阜県下呂市にある市立の小学校。
校区は下呂市内の萩原町宮田、萩原町大ヶ洞、萩原町奥田洞である。

## 沿革
- 1873年（明治6年） - 小坂学校[1]宮田支校として開校。
- 1875年（明治8年） - 萩原村、花池村、桜洞村、上村、上呂村、中呂村、奥田洞村、大ヶ洞村、宮田村、宮地村、野尻村、御厩野村、乗政村、小川村、森村、湯之島村、東上田村が合併し、三郷村が発足。
- 1877年（明治10年） - 上呂学校[2]宮田支校に改称する。
- 1878年（明治11年） - 独立し、宮田学校に改称する。
- 1883年（明治16年） - 三郷村が分割され、奥田洞・大ヶ洞・宮田が宮田村として発足[3]。
- 1885年（明治18年） - 宮田小学校に改称する。
- 1890年（明治23年） - 宮田尋常小学校に改称する。
- 1897年（明治30年） 
  - 4月1日 - 三郷村と宮田村が合併し、萩原村が発足。
  - 10月29日 - 萩原村が町制施行、萩原町となる。
- 1902年（明治35年） - 宮田尋常高等小学校に改称する。
- 1941年（昭和16年） - 宮田国民学校に改称する。校舎（1936年完成）が全焼する（翌年再建）。
- 1947年（昭和22年） - 萩原町立宮田小学校に改称する。萩原中学校宮田分校を併設。
- 1952年（昭和27年） - 萩原中学校宮田分校が廃止[4]。単独校となる。
- 1986年（昭和61年） - 新校舎（鉄筋コンクリート造）が完成。
- 2004年（平成16年）3月1日 - 下呂町、小坂町、金山町、萩原町、馬瀬村が合併し、下呂市が発足。同時に下呂市立宮田小学校に改称する。
- 2012年（平成24年） - 宮田体育館[5]の管理者が宮田小学校となり、宮田小学校屋内運動場となる。